# Читторгарх
Читторгарх (англ. Chittorgarh, хинди चित्तौड़गढ़) — город в северо-западной части Индии, в штате Раджастхан, административный центр округа Читторгарх.

## История
С VIII по XVI века город являлся столицей государства Мевар, а также оплотом раджпутского клана Сисодия. Читторгарх трижды осаждался армиями мусульманских завоевателей: в 1303 году — армией делийского султана Ала-уд-дина, в 1534-1535 годах — войсками гуджаратского султана Бахадур-шаха и, наконец, в 1567-1568 годах — армией Акбара Великого. Причём в каждом из трёх случаев защитники города предпочли смерть для себя и самосожжение (джаухар) для членов своих семей.
В 1568 году Читторгарх был захвачен и разрушен Акбаром, а столица Мевара была перенесена в Удайпур.

## География
Город находится в южной части Раджастхана, вблизи административной границы со штатом Мадхья-Прадеш, на высоте 393 метров над уровнем моря.
Читторгарх расположен на расстоянии приблизительно 240 километров к юго-юго-западу (SSW) от Джайпура, административного центра штата и на расстоянии 480 километров к юго-юго-западу от Нью-Дели, столицы страны.

## Демография
По данным официальной переписи 2001 года, население составляло 96 219 человек, из которых мужчины составляли 52 %, женщины — соответственно 48 % . Уровень грамотности населения составлял 70 % (при среднем по Индии показателе 59,5 %).

Динамика численности населения города по годам:
| 1991   | 2001   | 2012    |
| ------ | ------ | ------- |
| 71 569 | 96 219 | 124 717 |

## Транспорт
Сообщение Читторгарха с другими городами осуществляется посредством железнодорожного и автомобильного транспорта.
Ближайший крупный гражданский аэропорт расположен в городе Удайпур.

## Достопримечательности
- Форт
- Храм Калика Мата
- Башня «Столп славы»
- Башня «Столп побед»
- Дворец Рана Кумбха
- Дворец Рани Падмини